# Matre, Masfjordens kommun
Matre är en ort i Masfjordens kommun i Vestland fylke i västra Norge. Orten ligger vid Europaväg 39, längst inne vid Matresfjorden, en arm av Masfjorden.